# روبرت ويلارد هودسون
روبرت ويلارد هودسون (بالإنجليزية: Robert Willard Hodgson)‏ هو عالم نبات أمريكي، ولد في 1893 في دالاس في الولايات المتحدة، وتوفي في 1966 في لوس أنجلوس في الولايات المتحدة.